# Género no binario

Bandera no binaria

Bandera genderqueer

El género no binario, también conocido como género de no binaridad o género de no binariedad, es un término paraguas que abarca las identidades de género que trascienden el binarismo de género, ya que no se consideran exclusivamente como del género masculino ni del género femenino. La identidad de género es independiente de la orientación sexual o romántica, y las personas no binarias pueden tener una variedad de orientaciones sexuales, incluyendo la asexual, la homosexual, la bisexual, la heterosexual y todas las demás, al igual que las personas cisgénero y las personas trans binarias.
Las personas no binarias suelen ser incluidas entre las distintas identidades transgénero, aunque algunas no se identifican con el término transgénero ni con la transexualidad porque consideran que estos siguen patrones binarios.
Se denomina cuirgénero (genderqueer) a aquellas personas no binarias que, además de tener una identidad de género no mayoritaria, no se identifican con ninguna expresión de género.

Las personas no binarias tienen expresiones de género variadas. Algunas personas no binarias se someten a terapias hormonales o cirugía de afirmación de género para reducir la angustia mental causada por la disforia de género.
El pronombre más común que utilizan las personas no binarias es elle, pero pueden utilizar cualquiera, e incluso ir intercambiando.

## Historia

### Antigüedad
En la mitología mesopotámica, ya había referencias a personas que no eran hombres ni mujeres. Tablas sumerias y acadias del segundo milenio a. C. y 1700 a. C. describen mujeres a quienes no se les permitía o no podían tener hijos, hombres que vivían como mujeres, personas intersexuales, personas homosexuales y otras. Incluían sus roles en la sociedad y las palabras para diferentes tipos de ellos. Ya en escritos del antiguo Egipto (2000-1800 a. C.) existía un tercer género, sekhet (traducido generalmente como «eunuco»). Los jeroglíficos de este último incluyen una figura sentada que, aunque generalmente significa un hombre, la palabra para hombre era un jeroglífico que mostraba explícitamente un pene, cosa que estos no. También se baraja la posibilidad de que estos sean hombres homosexuales y no necesariamente castrados.
Además de los ejemplos anteriores, muchas otras culturas y grupos étnicos tenían otro tipo de estructuras de género que no se reducían únicamente al binario masculino-femenino de la mayoría de las culturas de Occidente. Por ejemplo, en la Hégira de los países del sur de Asia (400 a. C.-300 d. C), eunucos femeninos que no se consideran ni hombres ni mujeres, o los pueblos escitas, que además de haber tenido otras variaciones de género para honrar a ciertas personas, como sacerdotes y guerreros, desarrollaron la terapia hormonal más antigua conocida (siglo VII a. C.), utilizando la raíz de regaliz como antiandrógeno y la orina de yegua como estrógeno.

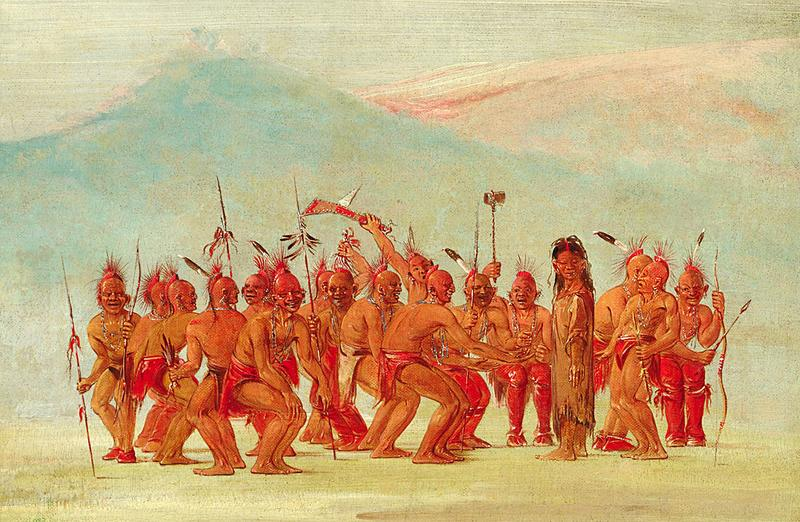
Detalle de la Danza de los Berdache, por George Catlin.

#### Mahu yBerdache
En la cultura tradicional hawaiana también tenían presencia otras variaciones del género: los rae rae o māhū eran parte de un tercer género que poseía sus propios roles dentro de la sociedad, similares a los de los fakaleiti de Tonga y a los fa'afafine de Samoa.
La categoría de género māhū existía en sus culturas durante los tiempos previos a la colonización y continúa existiendo al día de hoy.
Ya acercándose más a la actualidad, se encuentran comunidades berdache o dos espíritus, comunidades pertenecientes a los pueblos indígenas de América del Norte y que siguen activas actualmente. Estas comunidades se caracterizan por tener patrones de conducta de los dos géneros en un mismo individuo e incluían a los nativos homosexuales como un género aparte, formándose por mujer de dos espíritus, hombre de dos espíritus, y homosexual, ya que estos eran vistos como capaces de desafiar a la naturaleza y, por lo tanto, especiales.
Los individuos dos-espíritus realizan las funciones sociales específicas en sus comunidades y poseen un rol activo en las sociedades.

### Siglos -

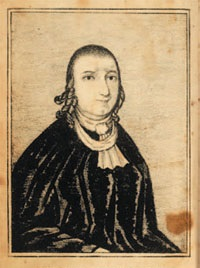
Public Universal Friend

### SiglosXVIII-XIX

#### Public Universal Friend
Public Universal Friend fue una persona predicadora nacida en 1758 en Estados Unidos que, tras sufrir una enfermedad grave en 1776, afirmó haber muerto y resucitado como evangelista sin género. PUF tras sostener que Dios le había reanimado con un nuevo espíritu que no tenía género, se negó a que le llamen por su nombre de nacimiento, incluso en documentos legales, e insistió en que no se le llamara con pronombres. Quienes le siguieron, de acuerdo a estos deseos, evitaron los pronombres específicos de género, incluso en diarios privados, y se le refirieron solo como «Public Universal Friend» o con formas breves como «the Friend» o «PUF» (siglas de Public Universal Friend). Estas personas llegaron a ser nombradas como la Society of Universal Friends, comunidades que incluían personas negras y mujeres solteras que asumían roles masculinos. Durante su vida, vistió ropa que sus contemporáneos decriben como andrógina, que generalmente eran túnicas negras. Algunos escritores han nombrado a Public Universal Friend, bien como una mujer estafadora, o como un pionero de los derechos de la mujer; otros le ven como una persona no binaria y una figura en la historia trans.

#### Jens Andersson
Jens Andersson (n. c. 1760) fue una persona nacida en Gran, Noruega, y cuyo nombre de nacimiento era Marie Andersdotter (su sexo asignado al nacer fue el femenino). En 1778, tras pasar su adolescencia, se mudó a Strømsø presentándose como hombre, para en 1781 casarse con Anne Kristine Mortensdotter. Después de la boda, su esposa se dirigió al ministro que los había casado para expresarle que pensaba que su esposo podría ser una mujer, por lo que el matrimonio fue anulado. Andersson fue acusado de «fornicación contra la naturaleza», condena que penaba por actos sexuales prohibidos, incluidos los lésbicos. Tras ser examinado, encarcelado e interrogado, su caso fue calificado de «fenómeno despreciable contra la naturaleza». En el juicio se le preguntó si era un hombre o una mujer, a lo que respondió «Hand troer en kunde henhøre til begge Deele», lo que puede ser traducido como «Cree que puede ser ambos» o «Cree que podría pertenecer a los dos sexos».

#### Karl Heinrich Ulrichs
Karl Heinrich Ulrichs (n. 1825), activista alemán de los derechos de los homosexuales, desarrolló una teoría en la que los hombres que se sentían atraídos por hombres y las mujeres que se sentían atraídas por mujeres son así porque son miembros de un tercer sexo. Planteaba que, de esta forma, eran una mezcla de hombre y mujer con la psique o esencia del «sexo opuesto», a pesar de que sus cuerpos parecen masculinos o femeninos cisgénero. Aunque se abordó generalmente en términos de orientación, Ulrichs describió varias categorías de «uranianos» (etiqueta que había inventado como categorización) en términos de su inconformidad de género y variación de género. Enfatizó que el uranismo incluye a personas con variantes de género, distintas de las cisgénero, y también distintas de las personas intersexuales.
Basándose en su trabajo, las creencias clínicas alrededor de la época de la década de 1890 interpretaron a homosexuales y transgénero como personas no conformes con el género (non-conforming gender, en inglés), ya que se creía que todos se encontraban en alguna condición intersexual. También se usaron nombres como «sexo intermedio» o «intermedios», categorías con las que a menudo se entendía que no se ajustaban al género.

## Términos e identidades no binarias

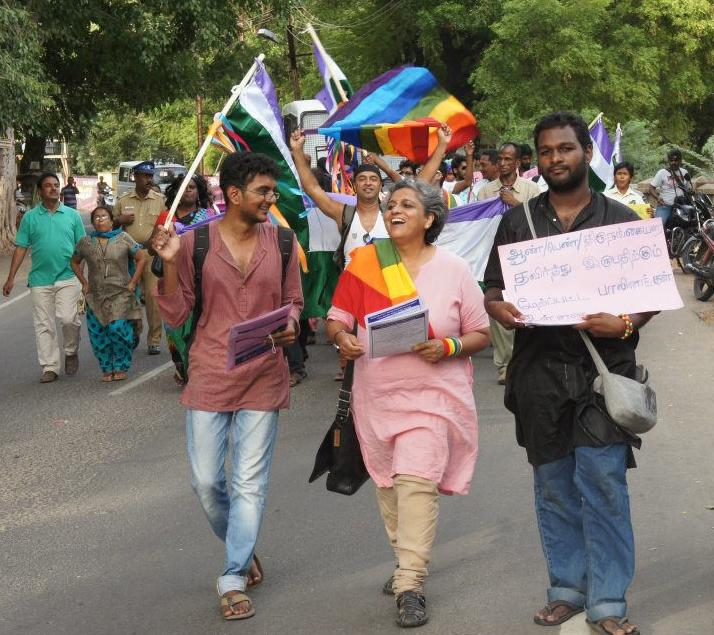
Primer Orgullo Genderqueer en Madurai con Gopi Shankar Madurai.

El término Genderqueer tiene su origen en las revistas queer de la década de 1980 como precursoras del término no binario. Este ganó un uso más amplio en la década de 1990 entre activistas de política, especialmente Riki Anne Wilchins. Wilchins usó el término en un ensayo de 1995 publicado en el primer número de In Your Face para describir a cualquier persona que no se sintiera conforme con su género, y lo identificó como género queer en su autobiografía de 1997. Wilchins también fue una de las personas principales que han contribuido a la antología Genderqueer: Voices Beyond the Sexual Binary (del inglés, Genderqueer: Voces más allá del binario sexual) publicada en 2002. Internet permitió que el término Genderqueer se extendiera incluso más allá de las revistas y, en la década de 2010, celebridades que se identificaban públicamente bajo el paraguas de Genderqueer empezaron a usar el término públicamente.
Las personas que desafían las construcciones sociales binarias de género a menudo se autoidentifican como genderqueer. Además de ser un término general para identidades de género no binarias, genderqueer se ha utilizado como adjetivo para referirse a personas que se percibe que trascienden o divergen de las distinciones tradicionales de género, independientemente de su identidad de género. Las personas pueden expresar su género de manera no normativa al no ajustarse a las categorías binarias de género de «hombre» y «mujer».
El término Genderqueer también se puede aplicar a personas de género ambiguo. El término Andrógino se utiliza con frecuencia como término descriptivo para las personas de esta categoría. Esto se debe a que el término androginia está estrechamente asociado con una combinación de rasgos masculinos y femeninos socialmente definidos. No todas las personas genderqueer se identifican como andróginas; algunas se identifican como una mujer masculina o un hombre femenino, o combinan genderqueer con otro género. El término «enebé» (de las letras NB), se utiliza en ocasiones como forma abreviada de no binario. También se usa la expresión «no binarie» o «persona no binarie». En la lengua inglesa, también se da el uso de enby como equivalente a lo que aquí se conoce como enebé.
Muchas referencias utilizan el término transgénero para incluir a personas genderqueer/no binarias. Este uso de la palabra como término amplio para varios tipos de variación de género se remonta al menos a 1992 y a la publicación de Transgender Liberation: A Movement Whose Time Has Come de Leslie Feinberg. En 1994, Kate Bornstein, una persona no binaria, escribió: «Todas las categorías de persona transgénero encuentran un terreno común en el hecho de que rompen con las reglas de género: lo que tenemos en común es que somos personas proscritas del género». Las organizaciones Human Rights Campaign y Gender Spectrum utilizan el término «género expansivo» para transmitir «una gama más amplia y flexible de identidad y/o expresión de género que la típicamente asociada con el sistema binario de género».
Según una encuesta de The Trevor Project de 2021, el 72 % de las personas encuestadas que se identificaron como no binarias dijeron que usan este término para describir su identidad de género. Otras etiquetas de identidad de género comúnmente utilizadas dentro del paraguas no binario incluyeron queer (29 %), género no conforme (27 %), género fluido (24 %), género queer (23%), andrógino (23 %), agénero (15 %), demichica (10 %), demichico (8 %), genderflux (4 %) y bigénero (4 %).

### Agénero
Las personas agénero presentan una ausencia de género o identidad de género. Esta categoría abarca un amplio rango de identidades que no se ajustan a los roles de género tradicionales, aunque esto no quiere decir necesariamente que las personas agénero se tengan que identificar como transgénero. Las personas agénero pueden utilizar cualquier pronombre, pero el más común es el elle, lo que equivaldría al they singular en inglés. En febrero de 2014, Facebook añadió agénero y neutrois a la lista de géneros a elegir en su plataforma. La plataforma de citas OkCupid añadió agénero como opción en noviembre de 2014.

### Dos espíritus
En una reunión indígena LGBT de 1990 en Winnipeg, el término dos espíritus, que hace referencia a personas de un tercer género o género fluctuante pertenecientes a comunidades indígenas norteamericanas, se creó «para distinguir y distanciar a los nativos americanos/primeras naciones de los pueblos no nativos».

### Maverique
Maverique —género disidente o inconformista— es el nombre que se dan sus miembros en las culturas de Occidente al tercer género. Incluye a todas las personas occidentales que no se autoidentifican con un género concreto, por lo que lo hacen con uno que no tiene relación con lo masculino, lo femenino u otro grado intermedio. Esto es, una persona maverique se autoidentifica con un tercer género totalmente ajeno al binarismo, un género heterodoxo y fuera de lo convencional que cada persona experimenta de forma distinta y totalmente subjetiva. Por tanto, los maveriques no son personas agénero o con apatía hacia estos. El término maverique fue acuñado por Vesper H., creador del blog Queer as cat, para describir su propio género en 2014. La palabra maverique deriva del inglés maverick, que significa «una persona que piensa y actúa de manera independiente, que a menudo se comporta de manera diferente a la esperada o habitual», y contiene el sufijo francés -ique, el cual se traduce como 'propio de'.
Según Vesper H., maverique se refiere a:

a non-binary gender characterized by autonomy and inner conviction regarding a sense of gender which is unorthodox, unconventional and entirely independent of conventional concepts of gender.
un género no binario caracterizado por la autonomía y convicción interna con respecto a un sentido de género que es poco ortodoxo, poco convencional y totalmente independiente de conceptos convencionales de género.

La bandera maverique está formada por los colores amarillo, naranja y blanco. En el diseño se utiliza el amarillo debido a que es un color primario, también para diferenciarlo de otros colores como el azul y rosado (estos identifican al espectro de género masculino y femenino, respectivamente), expresando de esta manera la separación de los géneros masculino y femenino. La segunda franja es de color blanco y simboliza la independencia del género binario; al tratarse del blanco, los seguidores de este movimiento adaptan su propia identidad. Por último, el color naranja significa el orgullo y la convicción interna que sienten estas personas por su género. La comunidad lo concibe como un color «poco ortodoxo» pero que refleja su identidad.

### Multigénero/poligénero
Los términos «Multigénero» y «poligénero» se refieren a personas que experimentan múltiples géneros, de forma simultánea o alterna. Estas identidades incluyen a las personas demigénero, bigénero, pangénero y de género fluido. Las personas no binarias que se identifican con un género singular o inmutable se denominan monogénero o de género estático, respectivamente.

#### Bigénero
Las personas bigénero (también bi-género o de doble género) tienen dos identidades y comportamientos de género. Por lo general, se entiende que identificarse como bigénero significa que uno se identifica como hombre y mujer o se mueve entre la expresión de género masculina y la expresión de género femenina, teniendo dos identidades de género distintas simultáneamente o fluctuando entre ellas. Se diferencia del género fluido en que aquellas personas que se identifican como de género fluido pueden no ir y venir entre identidades de género fijas y pueden experimentar una gama o espectro completo de identidades a lo largo del tiempo. La Asociación Estadounidense de Psicología considera que la identidad bigénero forma parte del conjunto de identidades transgénero. Algunas personas bigénero expresan dos identidades distintas que pueden ser femeninas, masculinas, agénero u otras identidades de género; mientras que otras descubren que se identifican como dos géneros simultáneamente. Una encuesta realizada en 1999 por el Departamento de Salud Pública de San Francisco observó que, entre la comunidad transgénero, el 3 % de las personas asignadas como hombres al nacer y el 8 % de las asignadas como mujeres al nacer se identificaban como «travestis, crossdressers, drag queens o bigénero». Una encuesta de Harris de 2016 realizada en nombre de GLAAD encontró que el 1 % de las personas millennials se identifican como bigénero. Las personas trigénero cambian entre hombre, mujer y un tercer género.

#### Demigénero
Las personas demigénero se identifican parcial o mayoritariamente con un género y al mismo tiempo con otro en menor medida. Hay varias subcategorías dentro de esta identidad. Un demichico o demihombre se identifica al menos parcialmente con ser hombre (sin importar el sexo o género que le asignaron al nacer) y en parte con otros géneros o con ningún otro género (agénero). Las demichicas o demimujeres se identifican como en parte mujer y en parte otro género. Una persona demiflux siente que la parte estable de su identidad es no binaria.

#### Género fluido
Las personas de género fluido a menudo expresan el deseo de permanecer flexibles con respecto a su identidad de género en lugar de comprometerse con una única definición. Pueden fluctuar entre diferentes expresiones de género a lo largo de su vida o expresar múltiples aspectos de varios marcadores de género al mismo tiempo. El género fluido establece periodos de transición imprecisos y variables, identificándose unas veces con uno o más géneros y otras veces con otros distintos. El género fluido no es determinado por la orientación sexual o por la presencia de determinadas características sexuales, sino por una búsqueda constante de conformidad dentro de la propia identidad de género. Una persona de género fluido también puede identificarse como bigénero, trigénero o pangénero. En este sentido, se les denomina género fluido por ser una analogía a las características de los fluidos de permanecer en constante movimiento.

#### Pangénero
Las personas pangénero (también conocido como poligénero u omnigénero) tienen múltiples identidades de género. Algunas pueden identificarse con todos los géneros simultáneamente.

### Tercer género
El tercer género o tercer sexo es un concepto antropológico y sociológico que se usa para clasificar a aquellos géneros diferentes de los conceptos de hombre o mujer que son reconocidos como válidos en ciertas culturas. El término designa a personas transgénero y/o intersexuales que se autoperciben con una identidad de género opuesta a su sexo biológico, pero que, al no ser masculina ni femenina, se entiende como un tercer género, a menudo con connotaciones sagradas. Casos concretos son las vírgenes juramentadas en los Balcanes, berdache y winkte en América del Norte, muxe en México, hijra en la India, kathoey en Tailandia, apwint en Birmania, akava'ine en Islas Cook, fa'afafine en Samoa, mahu en Hawái o khanith en la cultura árabe. Dado su fuerte componente étnico, no es apropiado utilizar el concepto de tercer género para el mundo occidental.

### Transfemenino o transmasculino
Transfemenino es un término utilizado para cualquier persona, binaria o no binaria, a la que se le asignó varón al nacer y tiene una identidad o presentación de género predominantemente femenina; Transmasculino es el término equivalente para una persona a la que se le asignó mujer al nacer y tiene una identidad o presentación de género predominantemente masculina.

### Xenogénero
Xenogénero es un término global que describe a alguien que siente que su identidad de género no encaja en ninguna de las categorías tradicionales y en el entendimiento estándar común de género. Las personas que se identifican como xenogénero se describen mejor a través de su relación con otros seres o conceptos, cosas que generalmente no tienen nada que ver con el género.

### Otras identidades
Existen otras identidades, como maverique, aporagender, ambigénero, intergénero y genderflux.

## Orientación sexual
Las personas no binarias pueden ser monosexuales, al igual que las personas binarias, pero en vez de heterosexual u homosexual se puede usar androsexual y ginesexual; todavía hay una manera de ser gay y no binario o lesbiana y no binaria; tampoco impide ser asexual, bisexual, pansexual, omnisexual, ceterosexual o polisexual, etc.

## Estatus legal en el mundo

### Normas generales
En orden cronológico.
- Bangladés: en 2007 la Corte Suprema, en el caso Pant v. Nepal, decidió que el gobierno debía crear una categoría para el «tercer género» en los documentos de identidad y trámites oficiales.[109] Tiene comunidades que han reconocido históricamente el tercer sexo, que son las que han reclamado judicialmente ese reconocimiento.
- Nepal: en 2007 la Corte Suprema estableció la obligación del Estado de reconocer un «tercer sexo». Pero las leyes no admiten la posibilidad de que una persona trans opte por ser identificada como hombre o mujer.[110][111] Tienen comunidades que han reconocido históricamente el tercer sexo, que son las que han reclamado judicialmente ese reconocimiento.
- India: el 15 de abril de 2014, la Corte Suprema de la India dictó una sentencia ordenando al gobierno reconocer un tercer género, además del masculino o femenino, emitiendo los correspondientes documentos.[112] India, al igual que Nepal y Paquistán, tiene comunidades que han reconocido históricamente el tercer sexo, que son las que han reclamado judicialmente ese reconocimiento.
- Tasmania: en abril de 2019 el estado de Tasmania fue el primer territorio de Australia que determinó por ley el derecho de las personas mayores de 16 años a cambiar su género registrado sin la aprobación de los padres.[113]
- Países Bajos: en abril de 2019 se estableció por norma general que los niños transgénero puedan cambiar su género en los documentos de identidad y que los mayores puedan hacerlo sin necesidad de una prueba médica.[114] El 28 de mayo de 2018, una sentencia judicial reconoció ese derecho por primera vez.[115]
- Canadá: en junio de 2019 el gobierno estableció que los ciudadanos que no se identifiquen como hombre o mujer, podrían incluir su género como «X» en los documentos de identidad.[116]
- Argentina: el 20 de julio de 2021 por Decreto 476/2021 del Poder Ejecutivo Nacional se fijaron tres opciones (F/M/X) para el campo «sexo» en los documentos de identidad. La opción «X» fue establecida para las «acepciones: no binaria, indeterminada, no especificada, indefinida, no informada, autopercibida, no consignada; u otra acepción con la que pudiera identificarse la persona que no se sienta comprendida en el binomio masculino/femenino».[117] En 2024 el gobierno de Javier Milei anunció que eliminaría por decreto este derecho.[118]
- Nueva Zelanda: el 9 de diciembre de 2021 aprobó una ley para que en el plazo de 18 meses el gobierno establezca un sistema de registro de las personas en las que el sexo coincida con el género autopercibido, sin necesidad de ningún tratamiento médico o trámite probatorio judicial. Como antecedente, un fallo judicial ya había reconocido ese derecho en 2018.[119]
- Colombia: el 1 de marzo de 2022, la Corte Constitucional de Colombia reconoció el derecho de «las personas no binarias» a «optar por esa categoría, con las mismas garantías de quienes se identifican oficialmente en forma binaria», ordenando al Estado que incorpore en adelante «en el componente sexo, el marcador 'no binario'» y respete esa decisión para todas las personas que así lo soliciten.[120]

### Fallos judiciales
En los siguientes países se han dictados sentencias judiciales reconociendo individualmente el derecho a incluir en su documento una tercera opción en el campo sexo/género:
- Austria: el 14 de mayo de 2019, el Estado austríaco emitió por primera vez un documento de identidad indicando que se trataba de una persona de género «X» (omitiendo clasificarla como hombre o mujer), cumpliendo una sentencia del Tribunal Constitucional. El fallo del Tribunal admitía el derecho a una tercera opción solo para personas intersexuales.[121]
- Chile: el 14 de octubre de 2022, el Estado chileno emitió un documento de identidad a favor de una persona no binaria, estableciendo un sexo/género no binario «X», en cumplimiento de un fallo judicial, luego de nueve años de tramitación.[122]